# Clerihew
Un clerihew (/ ˈklɛrɪhjuː /) és un capritxós poema biogràfic de quatre línies inventat per Edmund Clerihew Bentley. La primera línia és el nom del tema del poema, generalment una persona famosa amb una llum absurda o que revela quelcom desconegut o espuri sobre ells. L'esquema de rimes és AABB, i les rimes sovint són forçades. La longitud i el metre de la línia són irregulars. Bentley va inventar el clerihew a l'escola i després el va popularitzar als llibres. Un dels seus més coneguts és aquest (1905):
| « | Sir Christopher Wren Said, "I am going to dine with some men. If anyone calls Say I am designing St. Paul's." Sir Christopher Wren Va dir: "Vaig a sopar amb alguns homes. Si algú truca Digueu que estic dissenyant St. Paul's ". | » |

## Forma
Un clerihew té les propietats següents:
- És biogràfic i generalment capritxós, que mostra el tema des d'un punt de vista inusual; sobretot es burla de la gent famosa
- Té quatre línies de longitud i metre irregulars per a efectes còmics
- L'estructura de la rima és AABB; el tema i la redacció sovint es fabriquen amb humor per aconseguir una rima, inclòs l'ús de frases en llatí, francès i altres idiomes no anglesos[2]
- La primera línia conté i pot consistir únicament en el nom del subjecte. Segons una carta publicada a The Spectator als anys seixanta, Bentley va dir que un veritable clergue ha de tenir el nom de "al final de la primera línia", ja que el punt principal era l'habilitat per rimar noms incòmodes.[3]

Els clerihews no són ni satírics ni abusius, però es dirigeixen a individus famosos i els tornen a situar en un entorn absurd, anacrònic o comú, sovint donant-los una descripció simplificada i poc confusa.

## Practicants
La forma va ser inventada per i rep el nom d'Edmund Clerihew Bentley. Quan era un alumne de 16 anys a la St Paul's School de Londres, les línies del seu primer clergue, sobre Humphry Davy, li van venir al cap durant una classe de ciències. Juntament amb els seus companys d'escola, va omplir una llibreta amb exemples. El primer ús de la paraula impresa va ser el 1928. Bentley va publicar tres volums dels seus propis clerihews: Biography for Beginners (1905), publicat com "editat per E. Clerihew"; Més biografia (1929); i Baseless Biography (1939), una recopilació de clerihews publicada originalment a Punch il·lustrada pel fill de l'autor Nicolas Bentley.
GK Chesterton, un amic de Bentley, era també un practicant del clerihew i una de les fonts de la seva popularitat. Chesterton va proporcionar versos i il·lustracions per al quadern original d'escolars i va il·lustrar Biografia per a principiants. Altres autors seriosos també van produir clerihews, incloent WH Auden, i segueix sent una forma còmica popular entre altres escriptors i el públic en general. Entre els escriptors contemporanis, el satíric Craig Brown ha fet un ús considerable del clerihew a les seves columnes per a The Daily Telegraph .

Hi ha hagut una nova popularitat a Twitter .

## Exemples
El primer clerihew de Bentley, publicat el 1905, va ser escrit sobre Sir Humphry Davy:
| « | Sir Humphry Davy Abominated gravy. He lived in the odium Of having discovered sodium. Senyor Humphry Davy Salsa abominada. Va viure amb l'odi D'haver descobert sodi. | » |

El poema original tenia la segona línia "No era aficionat a la salsa"; però la versió publicada té "Salsa abominada".
Altres clerins de Bentley inclouen:
| « | George the Third Ought never to have occurred. One can only wonder At so grotesque a blunder. Jordi III No hauria d'haver existit. És l'únic que et pots preguntar Amb un error tan grotesc. | » |

i
| « | John Stuart Mill, By a mighty effort of will, Overcame his natural bonhomie And wrote Principles of Political Economy. John Stuart Mill, Amb un fort esforç de voluntat, Va superar la seva bonhomia natural I va escriure Principis d'economia política. | » |

WH Auden's Academic Graffiti (1971) inclou:
| « | Sir Henry Rider Haggard Was completely staggered When his bride-to-be Announced, "I am She!" Sir Henry Rider Haggard Va quedar completament esglaonat Quan la seva futura núvia Va anunciar: "Jo sóc ella!" | » |

La revista satírica Private Eye va assenyalar el treball d'Auden i va respondre:
| « | W. H. Auden Suffers from acute boredom But for his readers he's got some merry news He's written a collection of rather bad clerihews W. H. Auden Pateix avorriment agut Però per als seus lectors té bones notícies Ha escrit una col·lecció de clerins força dolents | » |

Una segona estrofa va dirigir-se a l'editor d'Auden, Faber i Faber.
Alan Turing, un dels fundadors de la informàtica, va ser objecte d'un clerihew escrit pels alumnes de la seva alma mater, la Sherborne School d'Anglaterra:
| « | Turing Must have been alluring To get made a don So early on. Turing Deu ser atractiu Per fer-se un don Tan aviat. | » |

Un clerihew apreciat pels químics és citat a Dark Sun per Richard Rhodes, i considera l'inventor de l'ampolla termos (o matràs Dewar):
| « | Sir James Dewar Is a better man than you are None of you asses Can liquefy gases. Sir James Dewar És un home millor que tu Cap de vosaltres Pot liquar gasos. | » |

Dark Sun també presenta un clergue sobre el físic germano-britànic i espia nuclear soviètic Klaus Fuchs :
| « | Fuchs Looks Like an ascetic Theoretic(pp57, 488) Fuchs Mirades Com un asceta Teòric | » |

El 1983, la revista Games va organitzar un concurs titulat "Do You Clerihew?" L'entrada guanyadora va ser:
| « | Did Descartes Depart With the thought "Therefore I'm not"? Va fer Descartes Marxa Amb el pensament "Per tant, no ho sóc"? | » |

## Altres usos de la forma
La forma clerihew també s'ha utilitzat ocasionalment per a versos no biogràfics. Bentley va obrir la seva Biografia per a principiants de 1905 amb un exemple, titulat "Introductory Remarks", sobre el tema de la biografia:
| « | The Art of Biography Is different from Geography. Geography is about Maps, But Biography is about Chaps. L'art de la biografia És diferent de la geografia. La geografia tracta de mapes, Però la biografia tracta de Chaps. | » |

La tercera edició de la mateixa obra, publicada el 1925, incloïa un "Prefaci de la nova edició" en 11 estrofes, cadascuna en forma de clerihew. Una estrofa va córrer:
| « | On biographic style (Formerly so vile) The book has had an effect Greater than I could reasonably expect. Sobre l'estil biogràfic (Antigament tan vil) El llibre ha tingut un efecte Més gran del que podia esperar raonablement. | » |